# Psilochalcis novitzkyi
Psilochalcis novitzkyi is een vliesvleugelig insect uit de familie bronswespen (Chalcididae). De wetenschappelijke naam is voor het eerst geldig gepubliceerd in 1956 door Boucek.